# Listă de scriitori suedezi

## A
- Alf Ahlberg (1892-1979)
- Sonja Åkesson (1926-1977)
- Ove Allansson (1932-)
- Carl Jonas Love Almqvist (1793-1866)
- Per Daniel Amadeus Atterbom (1790-1855)
- Majgull Axelsson (1947-)

## B
- Fredrik Backman (1981-)
- Victoria Benedictsson (1850-1888)
- Frans G. Bengtsson (1894-1954)
- Skogekär Bergbo (-)
- Bo Bergman (1869-1967)
- Elsa Beskow (1874-1953)
- August Blanche (1811-1868)
- August Bondeson (1854-1906)
- Karin Boye (1900-1941)
- Fredrika Bremer (1801-1865)
- Hjalmar Bergman (1883-1931)

## C
- Stig Claesson (1928-)

## D
- Stig Dagerman (1923-1954)
- Sture Dahlström (1922-2001)
- Olof von Dalin (1708-1763)
- Tage Danielsson (1928-1985)
- Sven Delblanc (1931-1992)
- Walter Dickson (1916-1990)
- Ernst Didring (1868-1931)

## E
- Inger Edelfeldt (1956-)
- Johannes Edfelt (1904-1997)
- Fredrik Ekelund (1953-)
- Vilhelm Ekelund (1880-1949)
- Gunnar Ekelöf (1907-1968)
- Torsten Ehrenmark (1919-1985)
- Per Olov Enquist (1934-)

## F
- Nils Ferlin (1898-1961)
- Torbjörn Flygt (1964-)
- Lars Forssell (1928-)
- Marianne Fredriksson (1927-)
- Gustaf Fröding (1860-1911)

## G
- Jonas Gardell (1963-)
- Gustaf af Geijerstam (1858-1909)
- Elsa Grave (1918 -2003)
- Jan Guillou (1944-)
- Hjalmar Gullberg (1898-1961)
- Lars Gyllensten

## H
- Alf Hambe (1931-)
- Verner von Heidenstam (1859-1940)
- Alf Henrikson (1905-1955)

## J
- Tove Jansson (1914-2001)
- P.C. Jersild (1935-)
- Klara Johanson (1875-1948)
- Eyvind Johnson (1900-1976)
- Ivar Lo-Johansson (1901-1990)
- Harry Järv (1921-)

## K
- Theodor Kallifatides (1938-)
- Mare Kandre
- Erik Axel Karlfeldt (1864-1931)
- Agneta Klingspor (1946-)
- Agnes von Krusenstjerna (1894-1940)
- Martin Koch (1882-1940)
- Willy Kyrklund (1921-)

## L
- Pär Lagerkvist (1891-1974)
- Selma Lagerlöf1858-1940)
- Viveca Lärn (1944-)
- Anna Maria Lenngren (1754-1817)
- Sara Lidman (1923-2004)
- Astrid Lindgren (1907-2002)
- Torgny Lindgren (1938-)
- Jonas Carl Linnerhielm (1758-1829)
- Sven Lindqvist (1932- )
- Sigfrid Lindström (1893-1950)
- Ivar Lo-Johansson (1901-1990)
- Lasse Lucidor (1638-1674)
- Artur Lundkvist (1906-1991)

## M
- Bodil Malmsten (1944-)
- Henning Mankell (1948-)
- Liza Marklund (1962-)
- Jan Mårtenson (1933-)
- Harry Martinson (1904-1978)
- Moa Martinson(1890-1964)
- Erik Mesterton (1903-)
- Vilhelm Moberg (1898-1973)
- Jan Myrdal (1927-)

## N
- Håkan Nesser (1950-)
- Mikael Niemi (1959-)
- Johanna Nilsson (1973-)
- Peter Nilson (1937-1998)
- Per Nilsson (1954-)
- Hedvig Charlotta Nordenflycht (1718-1763)

## O
- Albert Olsson (1904-1994)
- Vladimir Oravsky (1947-)
- Klas Östergren (1955-)

## P
- Göran Palm (1961-)
- Peter Pohl (1940-)
- Agneta Pleijel (1940-)

## R
- Björn Ranelid (1949–)
- Johan Ludvig Runeberg (1804-1877)
- Viktor Rydberg (1828-1895)

## S
- Eugen Semitjov, (1923-1987)
- Sigfrid Siwertz (1882-1970)
- Maj Sjöwall (1935-)
- Georg Stiernhielm (1598-1672)
- August Strindberg (1849-1912)
- Fredrik Ström (1880-1948)
- Edith Södergran (1892-1923)
- Hjalmar Söderberg (1869–1941)
- Py Sörman (1897-1947)

## T
- Evert Taube (1890-1976)
- Esaias Tegnér (1782-1846)
- Kerstin Thorvall (1925-)
- Zacharias Topelius (1818-1898)
- Stieg Trenter (1914-1967)
- Birgitta Trotzig (1929-)
- Adolf Törneros (1794–1839)

## U
- Gustaf Ullman (1881-1945)

## V
- Gunnel Vallquist (1918-)
- Fredrik Vetterlund (1882-1949)

## W
- Per Wahlöö (1926-1975)
- Elin Wägner (1882–1949)
- Per Wästberg (1933-)